# ¡Bum, Pum, Kapow!
¡Bum, Pum, Kapow! (Right Now Kapow siendo su título original) es una serie de televisión creada por la empresa Warner Bros. Animation And DreamWorks Animation Television and Disney-ABC Domestic Television para el canal Disney XD. Fue lanzada originalmente bajo el título de Airline Earth, siendo la primera colaboración entre Warner Bros. Animation y Disney XD. La serie se estrenó el 19 de septiembre de 2016 con episodios adicionales al aire el 20 y 21 de septiembre. En Latinoamérica se estrenó el 24 de abril de 2017 en Disney XD.
La serie fue creada por Justin Becker y Marly Halpern-Graser, quien previamente trabajó en la serie Mad . Becker también trabajó en anuncios infomerciales de Adult Swim, y Halpern-Graser también trabajó en DC Nation.
El 10 de mayo de 2017, el diseñador de personajes Alex Schubert reveló que la serie fue cancelada después de su primera (y única) temporada.

## Personajes
- Michael Blaiklock como Perro.
- Alana Johnston como Caramelo.
- Kyle Kinane como Helado.
- Emily Maya Mills como Diamante.
- Betsy Sodaro como Planta.
- Baron Vaughn como Luna.

## Episodios
| Temporada | Temporada | Episodios | Estados Unidos           | Estados Unidos     | Latinoamérica       | Latinoamérica           | España              | España                |
| Temporada | Temporada | Episodios | Comienzo                 | Final              | Comienzo            | Final                   | Comienzo            | Final                 |
| --------- | --------- | --------- | ------------------------ | ------------------ | ------------------- | ----------------------- | ------------------- | --------------------- |
|           | 1         | 26        | 19 de septiembre de 2016 | 31 de mayo de 2017 | 24 de abril de 2017 | 19 de noviembre de 2017 | 22 de enero de 2018 | 24 de febrero de 2018 |

## Doblaje
| Personaje                                                                   | Actor original      | Actor de doblaje (Latinoamérica)       | Temporada |
| --------------------------------------------------------------------------- | ------------------- | -------------------------------------- | --------- |
| Planta                                                                      | Betsy Sodaro        | Agostina Longo                         | 1ª        |
| Luna                                                                        | Baron Vaughn        | Federico Llambí                        | 1ª        |
| Perro                                                                       | Michael Blaiklock   | Pablo Gandolfo                         | 1ª        |
| Diamante                                                                    | Emily Maya Mills    | Ángeles Lescano                        | 1ª-       |
| Helado                                                                      | Kyle Kinane         | Pedro Ruiz                             | 1ª        |
| Caramelo                                                                    | Alana Johnston      | Constanza Faraggi                      | 1ª        |
| Créditos técnicos                                                           |                     |                                        |           |
| Estudio de doblaje                                                          | Estudio de doblaje  | Media Pro Com, Buenos Aires, Argentina |           |
| Director de Doblaje                                                         | Director de Doblaje | Tian Brass                             |           |
| Traductor                                                                   | Traductor           | Lorena Palacios                        |           |
| Adaptador                                                                   |                     | Lorena Palacios                        |           |
| Doblaje al español producido por Disney Character Voices International Inc. |                     |                                        |           |